# Матрас
Матра́с, матра́ц (от араб. матра — место, на которое что-либо кладут) — съёмный элемент кровати или дивана, обеспечивающий мягкое и тёплое место для лежания и сидения.

## Этимология
Написание слова «матрац» идёт от нем. Matratze, «матрас» — от нидерл. matras. В словаре Даля слово записано с буквой «ц» на конце, в более современном толковом словаре Ожегова указано слово «матрас», а в толковании к слову указано и «матрац».
В настоящее время оба варианта являются одинаково допустимыми, но более новые словари всё больше склоняются к варианту «матрас» в качестве основного.

## История
До изобретения матрасов (около 5 тысяч лет тому назад), человечество для смягчения постелей подстилало ветки и звериные шкуры. Первые матрасы из хлопка появились в Месопотамии, Египте и Вавилоне около XXX века до н. э. Древние матрасы изготавливались из хлопка, хотя около XVII века до н. э. в Персии[уточнить] появились первые водяные кровати в виде мешков из козьих шкур, заполненных водой.
Технология матрасов мало изменилась до XIX века, когда после изобретения стальных пружин для набивки сиденья стула (1853 год), в 1871 году Х. Вестфаль (нем. Heinrich Westphal) запатентовал в Германии использование этих пружин в матрасах. Практически одновременно была повторно изобретена водяная кровать: в 1873 году Д. Педжет применил эти постели для профилактики пролежней в госпитале Святого Варфоломея в Лондоне. К 1895 году водяные кровати продавались в магазинах, но не стали популярными до XX века, когда был изобретён винил.
Вспененный полиуретан, изобретённый в Германии в 1937 году, начал применяться в матрасах в США в 1950-х годах. Полиэстер для чехла матраса стал применяться компанией Дюпон в 1959 году.

## Классификация
По размерам 
- Одинарные.
- Полуторные.
- Двойные.
- Детские (для детской кроватки).

По конструкции 
- Матрас с мягким наполнителем (вата, солома, поролон).
- Пружинный матрас.
- Надувной матрас — используется в путешествиях и походах, как временное спальное место на полу и плавательное средство для развлечений и отдыха на воде.

По назначению 
- Бытового назначения.
- Медицинский противопролежневый матрас — надувной матрас с системой автоматического управления надуванием и сдуванием отдельных его секций.
- Ортопедический матрас